# Poslanci Legislature VIII Kraljevine Italije
Seznam poslancev VIII Legislature Kraljevine Italije, imenovanih z volitvami leta 1861.

## A
- Abatemarco Domenico
- Acquaviva d'Aragona Carlo
- Agudio Tommaso
- Airenti Giuseppe Carlo
- Alasia Giuseppe
- Albicini Cesare
- Albini Giacinto
- Alfieri d'Evandro Antonio
- Amabile Luigi
- Amari Emerico
- Amicarelli Ippolito
- Anca Francesco
- Andreucci Ferdinando
- Anguissola Amilcare
- Antinori Nicolò
- Ara Casimiro
- Arconati Visconti Giuseppe
- Argentino Achille
- Arnulfi Trofimo
- Asperti Giuseppe
- Assanti Damiano
- Atenolfi di Castelnuovo Pasquale
- Audinot Rodolfo
- Avezzana Giuseppe
- Avitabile Michele
- Avossa Giovanni

## B
- Baldacchini Gargano Francesco Saverio
- Ballanti Panfilo
- Bargoni Angelo
- Barracco Giovanni
- Basile Basile Luigi
- Bastogi Pietro
- Battaglia Avola Antonio
- Bella Giuseppe
- Bellazzi Federico
- Bellia Strano Antonio
- Belli Giovanni
- Beltrami Pietro
- Beltrani Vito
- Beneventani Valerio
- Berardi Errico
- Berardi Tiberio
- Beretta Paolo Emilio
- Bertani Agostino
- Bertea Cesare
- Berti Pichat Carlo
- Berti Domenico
- Berti Lodovico
- Bertini Giovanni Battista
- Bertolami Michele
- Bertozzi Ludovico
- Betti Enrico
- Biancheri Giuseppe
- Bianchi Alessandro
- Bianchi Celestino
- Biancoli Oreste
- Bichi Gaetano
- Bixio Nino
- Bo Angelo
- Boddi Zelindo Ciro
- Boggio Pier Carlo
- Boldoni Camillo
- Bon Compagni di Mombello Carlo
- Bonghi Ruggiero
- Borella Alessandro
- Borgatti Francesco
- Borromeo Guido
- Borsarelli Giorgio
- Boschi Pietro
- Bossi Paolo
- Botta Nicola
- Bottero Giovanni Battista
- Boyl di Putifigari Gioacchino
- Bracci Giacomo
- Braico Cesare
- Bravi Giuseppe
- Brida di Lessolo Giuseppe
- Briganti Bellini Bellino
- Briganti Bellini Giuseppe
- Brioschi Francesco
- Brofferio Angelo
- Broglio Emilio
- Brunet Carlo
- Brunetti Gaetano
- Bruno Giuseppe
- Bubani Francesco
- Budetta Pasquale
- Buffarini Vincenzo
- Buonomo Vincenzo
- Busacca Dei Gallidoro Raffaello

## C
- Caboni Stanislao
- Cadolini Giovanni
- Cadorna Raffaele
- Cagnola Carlo
- Cairoli Benedetto
- Calvino Salvatore
- Calvi Pasquale
- Camassa Giuseppe
- Camerata Scovazzo Francesco
- Camerata Scovazzo Lorenzo
- Camerata Scovazzo Rocco
- Camerini Angelo
- Camozzi Vertova Gabriele
- Campanella Federico
- Canalis Giovanni Battista
- Canestrini Giuseppe
- Cannavina Leopoldo
- Cantelli Gerolamo
- Cantù Cesare
- Capellari Della Colomba Giovanni
- Capone Filippo
- Cappelli Emidio
- Capriolo Vincenzo
- Caracciolo Di Bella Camillo
- Carafa Gerardo
- Cardente Felice
- Carini Giacinto
- Carletti Giampieri Giovanni Battista
- Carnazza Sebastiano
- Carnazza Puglisi Gabriello
- Carrara Francesco Gaetano
- Carotti Di Cantogno Domenico
- Casaretto Michele
- Caso Beniamino
- Cassinis Giovanni Battista
- Castagnola Stefano
- Castellani Fantoni Luigi
- Castellano Errico
- Castelli Demetrio
- Castelli Luigi
- Castromediano Sigismondo
- Catucci Francesco Paolo
- Cavalletto Alberto
- Cavallini Gaspare
- Cavour Camillo
- Cavour Gustavo
- Cedrelli Francesco
- Cempini Leopoldo
- Cepolla Vincenzo
- Checchetelli Giuseppe
- Chiapusso Francesco
- Chiavarina Di Rubiana Amedeo
- Chiaves Desiderato
- Chindemi Salvatore
- Cialdini Enrico
- Ciccone Antonio
- Cini Bartolommeo
- Cipriani Emilio
- Civita Emilio
- Cocco Donato
- Cognata Giuseppe
- Collacchioni Giambattista
- Colocci Antonio
- Colombani Francesco
- Compagna Pietro
- Conforti Raffaele
- Conti Pietro
- Coppino Michele
- Cordova Filippo
- Corinaldi Michele
- Corleo Simone
- Correnti Cesare
- Corrias Giuseppe
- Corsi Tommaso
- Cortese Paolo
- Cosenz Enrico
- Costa Antonio
- Costa Oronzio Gabriele
- Costamezzana Marcello
- Cotta Carlo Giuseppe
- Crea Raffaele
- Crisci Costantino
- Crispi Francesco
- Cucchiari Domenico
- Cugia di Sant'Orsola Efisio
- Curzio Francesco Raffaele
- Cutinelli Rendina Gioacchino
- Cuzzetti Francesco

## D
- D'Afflitto di Monfalcone Rodolfo
- D'Ancona Sansone
- d'Aste Ricci Alessandro
- d'Ayala Mariano
- d'Errico Giuseppe
- d'Ondes Reggio Vito
- Damis Domenico
- Danzetta Nicola
- Dassi Giuseppe
- De Ambrosio Vincenzo
- De Andreis Giovanni Maurizio
- De Benedetti Angelo
- De Blasiis Francesco
- De Blasio Filippo
- De Boni Filippo
- De Cesare Carlo
- De Cesaris Antonio
- De Cesaris Clemente
- De Dominicis Ulisse
- De Donno Oronzio
- De Filippo Gennaro
- De Franchis Carlo
- De Luca Francesco
- De Luca Pasquale Placido
- De Meis Angelo Camillo
- De Pazzi Guglielmo
- De Peppo Gaetano
- De Sanctis Francesco
- De Sanctis Giovanni
- De Siervo Fedele
- De Sonnaz Maurizio
- Del Drago Giuseppe
- Del Giudice Gaetano
- Del Re Giuseppe
- Del Re Isidoro
- Della Croce Elia
- Della Rosa Guido
- Della Valle Gerolamo
- Depretis Agostino
- Devincenzi Giuseppe
- Di Casalotto (Bonaccorsi) Domenico
- Di Marco Vincenzo
- Di Martino Giuseppe
- Di San Donato (Sambiase San Severino) Gennaro
- Dino Fernando Salvatore
- Donnafugata (Arezzo di) Corrado
- Doria Vito
- Dorucci Leopoldo
- Dragonetti Luigi

## E
- Ercole Paolo
- Errante Vincenzo

## F
- Fabricatore Bruto
- Fabrizj Giovanni
- Fabrizj Nicola
- Falconcini Enrico
- Farina Maurizio
- Farini Domenico
- Farini Luigi Carlo
- Fazio Salvio Antonino
- Federici Romolo
- Fenzi Carlo
- Ferracciù Nicolò
- Ferrara Francesco
- Ferrari Giuseppe
- Ferrario Carlo
- Ferraris Luigi
- Ferri Pasolini Ferrante
- Fiastri Giovanni
- Finzi Giuseppe
- Fiorenzi Francesco
- Fioruzzi Carlo
- Fossa Pietro Antonio
- Fraccacreta Carlo
- Franchini Francesco
- Friscia Saverio

## G
- Gabrielli Gabrielangelo
- Gadda Giuseppe
- Galeotti Leopoldo
- Gallenga Antonio
- Gallo Francesco Maria
- Gallozzi Carlo
- Gallucci Gabriele
- Garibaldi Giuseppe
- Garofano Francesco
- Gastaldetti Celestino
- Gemelli Giovanni
- Genero Felice
- Gennarelli Achille
- Gherardi Silvestro
- Giacchi Niccola
- Giardina Francesco
- Gigliucci Giovanni Battista
- Ginori Lisci Lorenzo
- Giordano Francesco
- Giordano Luigi
- Giorgini Giovanni Battista
- Giovanola Antonio
- Giovio Giovanni
- Giuliani Antonio
- Giunti Francesco Maria
- Giustinian Giovanni Battista
- Golia Cesare
- Govone Giuseppe
- Grandi Filippo
- Grassi Alessandro
- Grattoni Severino
- Gravina Luigi
- Greco Cassia Luigi
- Greco Antonio
- Grella Eduardo
- Griffini Paolo
- Grillenzoni Carlo
- Grixoni Giuseppe Michele
- Grossi Angelo
- Guerrazzi Francesco Domenico
- Guerrieri Gonzaga Anselmo
- Guerrieri Gonzaga Carlo
- Guglianetti Francesco

## I
- Imbriani Paolo Emilio
- Interdonato Ruffo Pietro
- Interdonato Giovanni

## J
- Jacampo Lorenzo
- Jacini Stefano
- Jacovelli Lorenzo
- Jadopi Stefano

## L
- La Farina Giuseppe
- La Gala Francesco
- La Marmora (Ferrero) Alfonso
- La Masa Giuseppe
- La Porta Luigi
- La Rosa Mariano
- La Terza Antonio
- Lacaita Giacomo Filippo
- Lambruschini Raffaello
- Lanciano Raffaele
- Lanza (Trabia Butera) Ottavio
- Lanza Giovanni
- Laurenti Robaudi Carlo
- Lazzaro Giuseppe
- Leardi Diodato
- Leonetti Giuseppe
- Leony Lorenzo
- Leopardi Pier Silvestro
- Leo Pietro Efisio
- Levi David
- Libertini Giuseppe
- Lissoni Andrea
- Longo Francesco
- Longo Giacomo Antonio
- Longoni Ambrogio
- Lovito Francesco
- Lualdi Ercole
- Luzi Carlo

## M
- Maccabruni Giuseppe
- Macchi Mauro
- Macciò Didaco
- Maceri Bernardino
- Macri Giacomo
- Magaldi Pasquale
- Maggi Berardo
- Maj Giovanni
- Majorana Calatabiano Salvatore
- Majorana Cucuzzella Salvatore
- Majorana Fiamingo Benedetto
- Malenchini Vincenzo
- Malmusi Giuseppe
- Mamiani Della Rovere Terenzio
- Mancini Pasquale Stanislao
- Mandoj Albanese Francesco
- Marazio di Santa Maria Bagnolo Annibale
- Marazzani Visconti Terzi Lodovico
- Marchese Salvatore
- Marchetti Luigi
- Marcolini Camillo
- Marcone Nicola
- Maresca Mariano
- Marescotti Angelo
- Mari Adriano
- Mario Alberto
- Marliani Emanuele
- Marolda Petilli Francesco
- Marsico Gaspare
- Martinelli Massimiliano
- Marvasi Diomede
- Marzano Ettore
- Massa Paolo
- Massarani Tullo
- Massari Giuseppe
- Massei Carlo
- Massola Giacinto
- Matina Giovanni
- Mattei Felice
- Mattei Giacomo
- Mautino Massimo
- Mayr Francesco Carlo
- Maza Gabriele
- Mazza Pietro
- Mazzarella Bonaventura
- Mazziotti Francesco Antonio
- Mazzoni Alessandro
- Medici del Vascello Giacomo
- Melchiorre Nicolò
- Melegari Luigi
- Melegari Luigi Amedeo
- Mellana Filippo
- Meloni Baille Giovanni
- Meneghini Andrea
- Menichetti Tito
- Menotti Achille
- Mercantini Luigi
- Mezzacapo Francesco
- Miceli Luigi Alfonso
- Michelini Giovanni Battista
- Miele Antonio
- Miglietti Vincenzo
- Minervini Luigi
- Minghelli Vaini Giovanni
- Minghetti Marco
- Mirabelli Giuseppe
- Mischi Giuseppe
- Moffa Pietro
- Molfino Giorgio Ambrogio
- Molinari Andrea
- Mongenet Baldassarre
- Mongini Luigi
- Montanelli Giuseppe
- Montecchi Mattia
- Montella Pietro
- Monticelli Pietro
- Monti Francesco Clodoveo
- Montuori Francesco
- Monzani Cirillo Emiliano
- Morandini Giovanni
- Mordini Antonio
- Morelli Donato
- Morelli Giovanni
- Moretti Andrea
- Morini Michele
- Morosoli Robustiano
- Mosca Antonio
- Mosciaro Giovanni
- Mura Gian Maria
- Muratori Francesco
- Mureddu Cossu Antonio
- Musmeci Nicolò
- Musolino Benedetto

## N
- Napoletano Cesare
- Natoli Giuseppe
- Negrotto Cambiaso Lazzaro
- Nelli Lorenzo
- Nicolucci Giustiniano
- Nicotera Giovanni
- Ninchi Annibale
- Nisco Nicola
- Nolli Rodrigo
- Nomis di Cossilla Augusto

## O
- Oldofredi Tadini Ercole
- Oliva Filippo
- Orsetti Stefano
- Oytana Giovanni Battista

## P
- Pace Giuseppe
- Pallavicino Cesare
- Pallotta Gerolamo
- Palomba Pietro
- Panattoni Giuseppe
- Pancaldo Emanuele
- Pantaleoni Diomede
- Papa Carlo
- Parenti Gaetano
- Pasini Valentino
- Passaglia Carlo
- Passerini Orsini Dè Rilli Luigi
- Paternostro Paolo
- Pelosi Eugenio
- Pentasuglia Giovanni Battista
- Pepoli Carlo
- Pepoli Gioacchino Napoleone
- Perez Navarrete di Laterza Pietro
- Perez Francesco Paolo
- Perroni Paladini Francesco
- Persano (Pellion di) Carlo
- Persico Michele
- Peruzzi Ubaldino
- Pescatore Matteo
- Pescetto Federico Giovanni
- Pessina Enrico
- Petitti Bagliani di Roreto Agostino
- Petruccelli della Gattina Ferdinando
- Pettinengo (De Genova di) Ignazio
- Pezzani Carlo
- Pica Giuseppe
- Giovanni Battista Picone
- Pinelli Augusto Ferdinando
- Pinto Alessandro
- Pirajno di Mandralisca Enrico
- Pirajno Domenico
- Piria Raffaele
- Piroli Giuseppe
- Pironti Michele
- Pisanelli Giuseppe
- Pisani Casimiro
- Plutino Agostino
- Poerio Carlo
- Polsinelli Giuseppe
- Polti Achille
- Porrino Agostino
- Positano Rocco
- Possenti Carlo
- Prati Giovanni
- Praus Michele Maria Gavino
- Prinetti Carlo
- Prosperi Gherardo
- Proto Carafa Pallavicino Marzio Francesco
- Pugliese Giannone Vincenzo

## R
- Racioppi Giacomo
- Raeli Matteo
- Raffaele Giovanni
- Ranco Luigi
- Ranieri Antonio
- Rapallo Nicolò
- Rasponi Giovacchino
- Rattazzi Urbano
- Reccagni Solone
- Regnoli Oreste
- Rendina Saverio
- Restelli Francesco
- Ribotti di Molieras Ignazio
- Ricasoli Bettino
- Ricasoli Vincenzo
- Ricciardi Giuseppe
- Ricci Giovanni
- Ricci Matteo
- Ricci Vincenzo
- Robecchi Giuseppe
- Robecchi Giuseppe
- Rogadeo Vincenzo
- Romano Giuseppe
- Romano Liborio
- Romeo Pietro Aristeo
- Romeo Stefano
- Ronchey Amos
- Rorà (Lucerna di) Emanuele
- Rovera Giacomo
- Rubieri Ermolao
- Ruggiero Mariano
- Ruschi Rinaldo
- Rusconi Carlo
- Rusconi Pietro

## S
- Sacchero Giacomo
- Sacchi Giacomo
- Sacchi Vittorio
- Saffi Aurelio
- Saladini Pilastri Saladino
- Salaris Francesco
- Saliceti Aurelio
- Salimbeni Leonardo
- Salomone Giuseppe
- Salvagnoli Marchetti Antonio
- Salvatore Pompeo
- San Severino Vimercate Faustino
- San Severo di Sangro Michele
- Sandonnini Claudio
- Sanguinetti Apollo
- Sanna Sanna Giuseppe
- Sant'Elia (Trigona di) Romualdo
- Santocanale Filippo
- Saracco Giuseppe
- Saragoni Giovanni
- Savarese Roberto
- Scala Luigi
- Scalini Gaetano
- Scarabelli Luciano
- Schiavoni Carissimo Nicolò
- Schininà di San Filippo Mario
- Scialoja Antonio
- Scocchera Savino
- Scotti Galetta Antonio Carmine
- Scrugli Napoleone
- Sebastiani Francesco
- Sella Quintino
- Sergardi Tiberio
- Serra Francesco Maria
- Serra Pasquale
- Settembrini Luigi
- Sgariglia Marco
- Siccoli Stefano
- Silvani Paolo
- Silvestrelli Luigi
- Sineo Riccardo
- Sinibaldi
- Sirtori Giuseppe
- Solaroli Paolo
- Soldini Giuseppe
- Soldi Serafino
- Spanò Bolani Domenico
- Spaventa Bertrando
- Spaventa Silvio
- Speciale Costarelli Martino
- Speroni Giuseppe
- Spinelli di Scalea Vincenzo
- Sprovieri Vincenzo
- Stocco Francesco
- Susani Guido

## T
- Tabassi Panfilo
- Tamajo Giorgio
- Tari Antonio
- Tasca Lucio
- Tecchio Sebastiano
- Tenca Carlo
- Teodorani Pio
- Testa Antonio
- Tofano Giacomo
- Tommasi Salvatore
- Tondi Nicola
- Tonelli Ignazio
- Tonello Michelangelo
- Torelli Giuseppe
- Tornielli di Borgo Lavezzaro Luigi
- Torrearsa (Fardella di) Vincenzo
- Torre Federico
- Torrigiani Pietro
- Toscanelli Giuseppe
- Trezzi Ambrogio

## U
- Ugdulena Gregorio
- Ugoni Filippo
- Urbani Nicola

## V
- Vacca Giovanni
- Valenti Flaminio
- Valerio Cesare
- Valerio Lorenzo
- Valitutti Giuseppe
- Valvassori Angelo
- Vanotti Augusto
- Varese Carlo
- Vecchi Candido Augusto
- Vegezzi Saverio Francesco
- Vegezzij Ruscalla Giovenale
- Venturelli Francesco
- Verdi Giuseppe
- Vergili Giuseppe
- Villa Vittorio
- Viora Paolo
- Vischi Vincenzo
- Visconti Venosta Emilio

## Z
- Zaccaria Pesce Francesco
- Zambelli Vittorio Barnaba
- Zanardelli Giuseppe
- Zanolini Antonio
- Zuppetta Luigi